# 비교종교학
비교종교학(比較宗敎學, 영어: comparative religion)은 세계 종교들의 교리와 실천을 조직적으로 비교하는 종교 연구의 한 분야이다. 일반적으로 비교 종교학 연구는 윤리학, 형이상학 그리고 구원의 본질과 형태와 같은 종교의 근본적이며 철학적 관심을 깊게 이해하는 것이다. 그런 자료들을 연구하는 것은 거룩, 초자연적 것, 영적 존재, 그리고 신과 관련된 인간의 믿음과 실천을 넓고 더 세밀하게 이해하는 것을 의미한다.
비교 종교학 분야에서 일반적인 주된 세계 종교의 지리적 분류 는 중동종교, 인디언 종교, 동 아시아 종교, 아프리카의 종교, 아메리카 종교, 태평양 종교, 그리고 고대 헬레니즘 종교들이다.

## 역사
19세기의 사회학자들은 비교종교와 원시종교에 강한 관심을 가지고 있었다. 주로 다음과 같은 학자들의 작품을 통하여 영향을 받았다. 막스 뮐러, 에드워드 테일러 버넷, 로버트슨 윌리엄 스미스, 제임스 프레이저 조지, 에밀 뒤르켐, 막스 베버, 루돌프 오토였다.

도교의 중심개념인 타오,

## 전통에 대한 비교

### 바하이 신앙
- 바하이 신앙과 화합의 종교
- 바하이 신앙과 불교
- 바하이 신앙고 힌두교
- 바하이 신앙과 조로아스터교

### 불교
- 불교 및 기독교
- 불교와 동방 종교들
- 불교와 영지주의
- 불교와 힌두교
- 불교와 자이나교
- 불교와 Theosophy
- 불교와 이슬람
- 의 비교 불교와 기독교

### 기독교
- 기독교와 다른 종교들
- 불교 및 기독교
- 의 비교 불교와 기독교
- 기독교와 이슬람교
- 기독교와 유대교
- 기독교 Neopaganism
- 기독교와 이교
- 기독교는 부두

몰몬교
- 몰몬교 및 기독교
- 몰몬교와 이슬람
- 몰몬교와 유대교

### 유교
- 유교와 동방 종교들
- 유교이고 서양 종교

### 힌두교
- 힌두교 및 기타 종교
- Ayyavazhi 힌두교
- 불교와 힌두교
- 힌두교는 이슬람의 관계

### 이슬람
- 이슬람교와 다른 종교들
- 기독교와 이슬람교
- 힌두교는 이슬람의 관계
- 이슬람교와 자이나교
- 이슬람이 유대인의 관계
- 아흐 마디 야 유대인의 관계
- 이슬람교
- 몰몬교와 이슬람

### 자이나교
- 불교와 자이나교
- 이슬람교와 자이나교
- 자이나교하고 시크교

### 유대교
- 기독교와 유대교
- 이슬람이 유대인의 관계
- 아흐 마디 야 유대인의 관계
- 힌두교와 유대교

### 이교
- 기독교와 이교
- 기독교 Neopaganism

### 시크교
- 힌두교
- 이슬람교
- 자이나교하고 시크교

### 도교
- 도교 및 기타 종교

### 조로아스터교
- 조로아스터교와 다른 종교들

## 같이 보기
- 비교신화학
- 비교신학
- 종교다원주의